# Mora-Noret

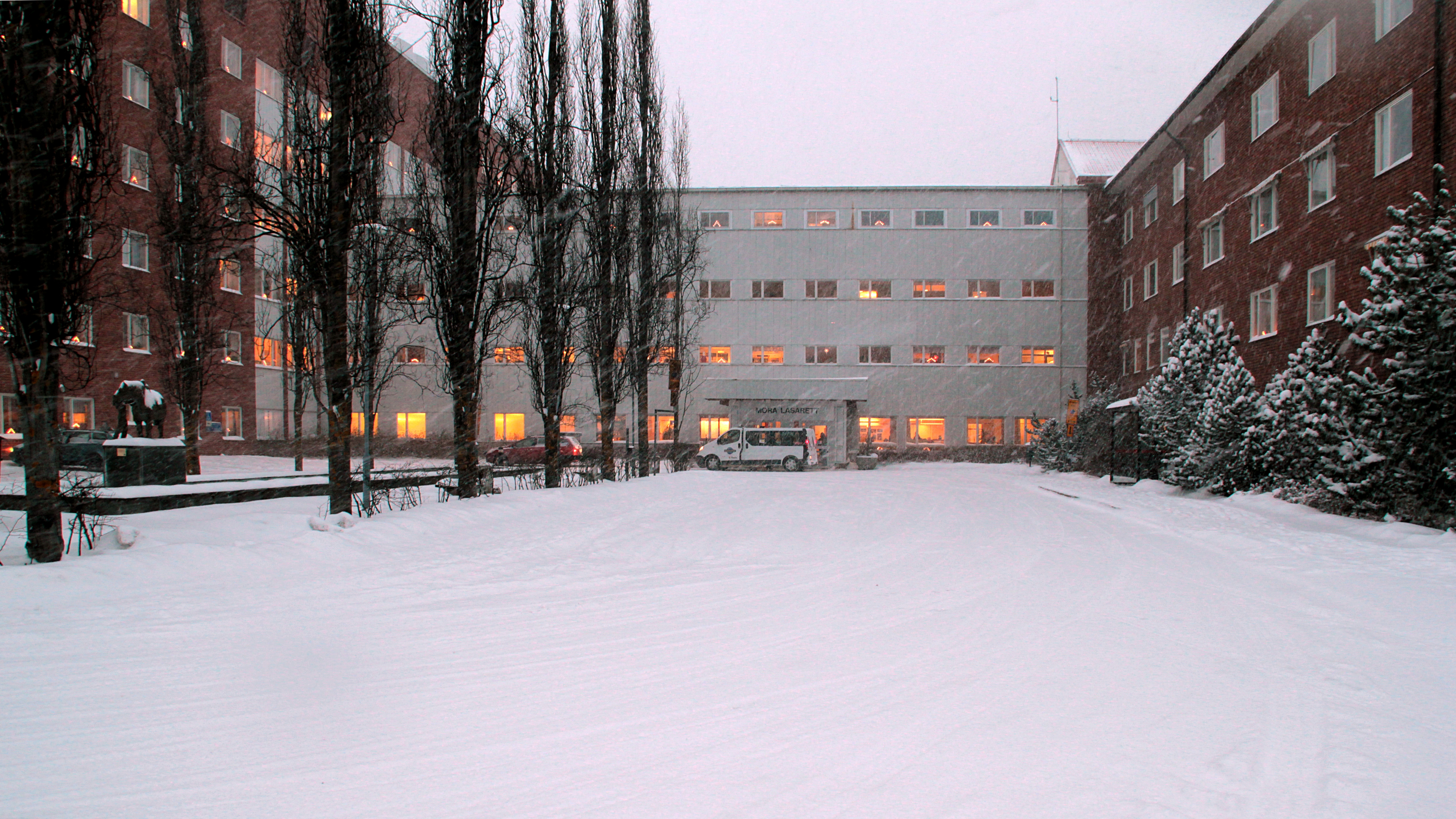
Mora lasarett, huvudentrén, 2012

Mora-Noret eller bara Noret är en gammal by, numera del i Mora tätort. I Mora-Noret återfinns bland annat en av Mora kommuns största arbetsplatser Mora lasarett (nära 1600 av Moras invånare arbetar inom den offentliga sektorn). Där ligger också Mora-Norets köpcentrum som präglas av stormarknader och lågprisvaruhus.
Namnet kommer av det nor vid Dalälven på vilket byn var belägen. Mora-Noret har ibland räknats som kyrkby i Mora, trots att den varit belägen på andra sidan Österdalälven ganska långt från kyrkan, och länge räkades som en by skild från Morastrand. Redan 1493 omtalas en 'biörn i norett', 1551 skrevs namnet 'Noredt'. På 1910-talet fanns här 129 gårdar, snickerifabrik, den 1908-09 byggda Skogsvårdsstyrelsens fröklängningsanstalt samt Siljanbolagets sågverk med kontor och arbetarboställe. Här fanns före 1830-talet ett gästgiveri innan det flyttades till Morastrand samt ett officersboställe.